# Hypancistrocerus catamarcensis
Hypancistrocerus catamarcensis är en stekelart som beskrevs av Brethes 1903. Hypancistrocerus catamarcensis ingår i släktet Hypancistrocerus och familjen Eumenidae. Inga underarter finns listade i Catalogue of Life.